# Jane Greer (poetessa)
Jane Greer (Fort Madison, 25 maggio 1953 – Bismarck, 22 luglio 2025) è stata una poetessa statunitense.

## Biografia
Nel 1981 fondò Plains Poetry Journal, rivista letteraria d'avanguardia della Scuola Neoformalista, che promuoveva il ritorno alla tradizione della poesia in versi e rima, in risposta alle innovazioni moderniste della poesia a liberi introdotte da T. S. Eliot e da Ezra Pound. Nel manifesto editoriale la Greer affermò:
(Jane Greer, Manifesto della Scuola Neoformalista)
A suo parere, le poesie a verso libero sono un qualcosa che "si legge come pensieri casuali scritti a caso", e rappresentano "tutti tentativi di un'individualità libera da vincoli, che suonano tutti allo stesso modo".
L'anno successivo, Writer's Digest definì Plains Poetry Journal come la prima rivista gratuita di poesia (#1 Non-paying U.S. Poetry Magazine) degli Stati Uniti.
Nel 1986, lo stampatore Harry Duncan pubblicò per la The Cummington Press il libro dal titolo Bathsheba on the Third Day, in un carattere sans-serif che fa apparire le lettere come singoli glifi e il testo come se fosse stato scritto a mano.

Dopo aver insegnato per due decadi scrittura al Bismarck State College nella città omonima del Nord Dakota, nel '93 lasciò la direzione della rivista.
Le sue poesie sono state pubblicate nelle antologie Formal Feeling Comes e A Garland for Harry Duncan, rispettivamente a cura di a cura di Annie Finch e di W. Thomas Taylor, nella rivista letteraria dell'Università di Yale (Yale Literary Magazine), la rivista cattolica  First Things, il settimanale gesuita America ed il periodico paleoconservatore Chronicles, per il quale ha curato la rubrica mensile Letters from the Heartland ("Lettere dalla Terra dei Cuori"). 

Le sue idee in merito alla poetica e all'estetica sono state in seguito raccolte nel breve saggio Art Is Made, pubblicato all'interno di A Formal Feeling Comes, una riproposizione della rinomata rivista antologica di poesia, sempre a cura di Annie Finch.